# 格羅斯特郡大學
告羅士打郡大學（英文：University of Gloucestershire）是一座位於英國英格蘭地區的大學，最初的校區位於告羅士打郡，現在有三個位於切爾滕納姆，其餘一個位於告羅士打。

## 歷史
告羅士打郡大學是很多繼續教育和高等教育機構的混合體， 其中最古老的是1834年成立的力學研究所。1998年獲得研究式學位授予權。2001年獲得正式大學資格。
告羅士打郡大學是第一個符合ISO 14001環境管理標準的大學。2008年，在泰晤士高等教育推出的人類與行星綠色聯盟中被列為最綠色的英國大學。這所大學也是伊拉斯謨計劃的成員。
為表彰西蒙·佩吉在藝術領域的貢獻，格羅斯特郡大學在2008年11月4日授予西蒙·佩吉榮譽學位。

### 醜聞
2008年10月，告羅士打郡大學遭到了媒體調查，原因是BBC收到一份拷貝的秘密拍攝的錄像，錄像中有數個學生在酗酒、嘔吐，而他們周圍則圍繞著另外一群身著“納粹官方制服”的學生。
2011年6月，一群告羅士打郡大學學生因在雙層巴士頂層的一群孩子面前“身著壯志淩雲的全套裝備并表演猥褻動作”而被定有傷風化罪。這些學生被禁止在6個月內進入任何酒吧，而校方並沒有將他們開除。

## 校區與設施

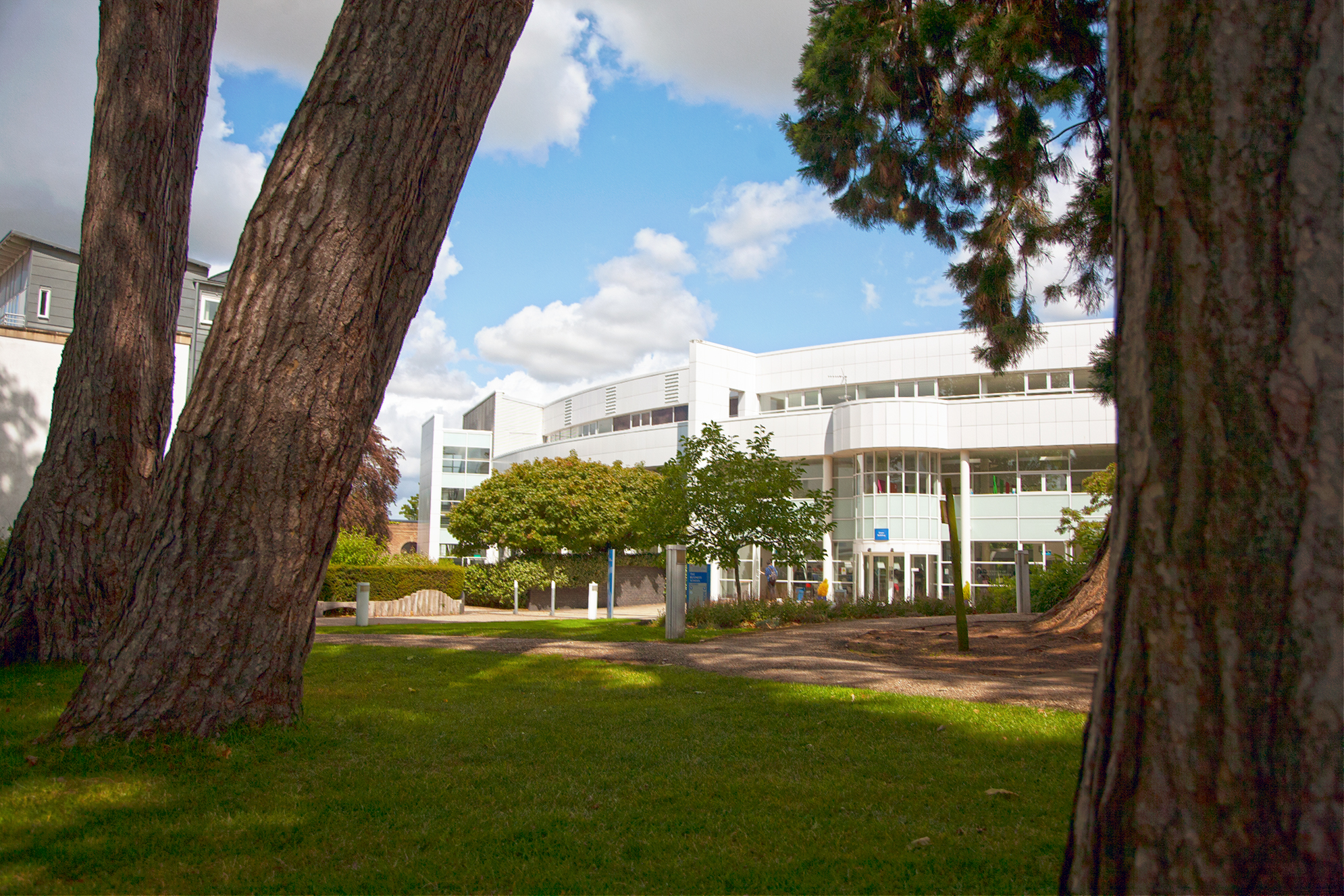
該大學最大的校區——公園校區（Park Campus）

最初的校區位於告羅士打郡，現在則有三個，其中两个位于位於切爾滕納姆，一个位于告羅士打。它曾經還在倫敦和皮特維爾有兩個校區，但後來被大學和學院聯盟裁定管理失當，在2009年和2011年相繼將二者關閉。

## 學術
該大學提供120多個本科課程，其中生命科學、英語文學及媒體等專業在國内較爲突出。2014年全英學生調查顯示該大學84%的四年級生對該大學提供的教育服務表示滿意。 
其排名在國内屬於中等靠後水平。

## 外部連結
- 官方網站 （页面存档备份，存于）
- 學生會網站 （页面存档备份，存于）
- 教學人員工會網站 （页面存档备份，存于）
- 後勤人員工會網站 （页面存档备份，存于）